# Оркестр Гленна Міллера
Оркестр Гленна Міллера (англ. Glenn Miller Orchestra) — джазовий оркестр (біг-бенд), заснований Гленном Міллером у 1937 році. Після загибелі Міллера носить його ім'я, існує донині.

## Історія

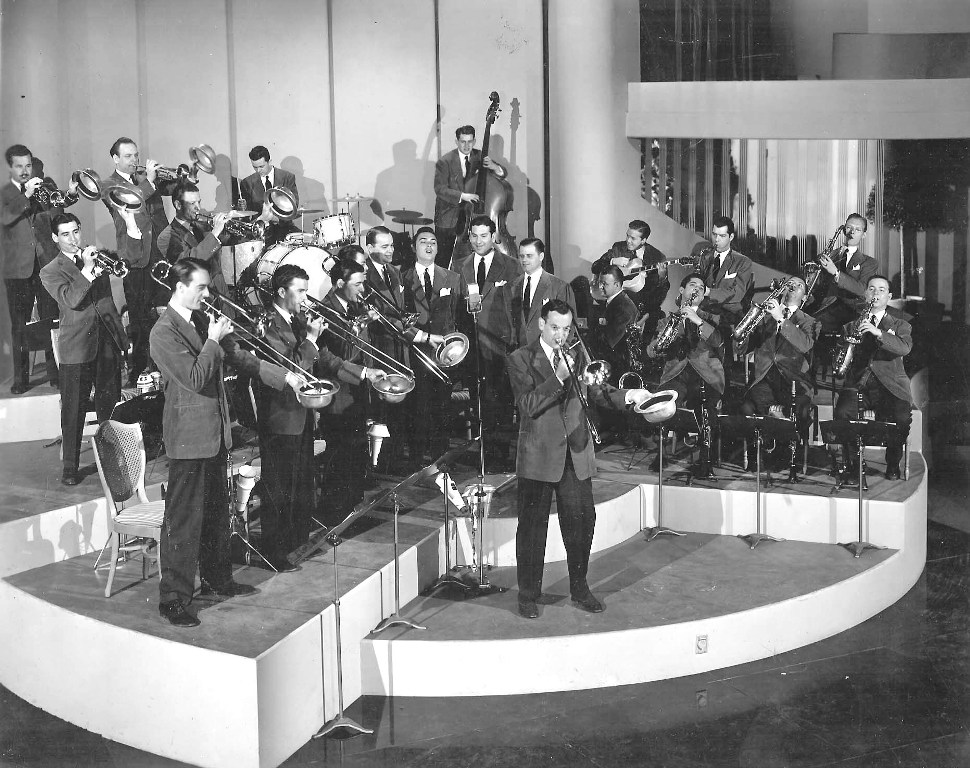
Glenn Miller Orchestra, 1940—41
from Ray Anthony's website (who is still alive!)

Особливу популярність цей біг-бенд отримав за звучання і композиції які запам'ятовуються, вони стали класикою оркестрового джазу та хітами стилю свінг. Серед них такі легендарні нині і вічнозелені теми, як Moonlight Serenade, In the Mood, Tuxedo Junction, Chattanooga Choo Choo і i've Got a Gal in Kalamazoo. 
Міллеру і його колегам по колективу належить авторство ряду нововведень і характерних прийомів в аранжуванні та виконавської практики великих джаз-оркестрів. Разом зі своїм керівником миллеровский бенд знімався (і брав участь у запису саундтреків) у фільмах «Серенада сонячної долини» (1941) і «Дружини оркестрантів» (1942).
Після загибелі Міллера під час перельоту з Лондона в Париж 15 грудня 1944 року оркестр перейшов під управління співака і саксофоніста Текса Бенеке (англ. Tex Beneke), найближчого друга Міллера. Через кілька років спадкоємці Міллера розпрощалися з Бенеке і після невеликої паузи найняли в 1956 р. нового керівника — Рея Маккінлі, барабанщика з військового музичного колективу Міллера.
З тих пір оркестр продовжує записувати і виконувати композиції під управлінням різних диригентів, серед яких були знамениті кларнетисти Бадді ДеФранко і Пинатс Хако. Найбільш тривалий період — двічі у 80-х рр. і далі до кінця першої декади нового століття оркестр очолювався тромбоністом Ларрі О'Брайеном. Однією з найбільш помітних робіт цього часу став запис альбому різдвяних мелодій у миллеровскому стилі. У 2012 р. колектив перейшов під керування крунера Ніка Хильшера.

## Три оркестри
Через неможливість фізично представити публіці надзвичайно популярну музику Гленна Міллера на всій земній кулі всім бажаючим — існують ще три ліцензійних оркестру, які поділили сфери компетенцій в питанні гастролей по країнам Старого Світу. Glenn Miller Orchestra UK під управлінням Рея Маквея (Ray McVay) — існує з 1985 року, Glenn Miller Orchestra (Scandinavia) під управлінням Яна Слотенаса (Jan Slottenas) — отримав ліцензію 1 липня 2010 року і, нарешті, Glenn Miller Orchestra Europe під управлінням Віла Салдена (Wil Salden) — існує з 1990 року . Зокрема, по Україні, по Росії та іншим пострадянським країнам гастролює останній колектив, який має виключне право c 2007 року виступати на цих територіях — за цей час їми надано майже 200 концертів.

## Твори
Знамениті музичні композиції з репертура оркестру Гленна Міллера:
- В настрої / англ. «In the Mood»,
- Перехрестя «Смокінг» / англ. «Tuxedo Junction»,
- Пісня «Потяг на Чаттанугу» (Чаттануга Чу-чу) / «Chattanooga Choo Choo[en]» з фільму "Серенада Сонячної долини".
- Серенада місячного світла (Мунлайт серенэйд) / англ. «Moonlight Serenade», Гленн Міллер.
- Маленький коричневий глечик / англ. «Little Brown Jug»,
- Pennsylvania 6-5000 / англ. «Pennsylvania 6-5000».

## Склад оркестру на 2009р.
- Ларрі О'брайен, тромбон, диригент
- Джулія Річ, вокал
- Райн Гарфі, вокал
- Кевін Шихан, альт саксофон (перший)
- Брайан Венте, альт саксофон
- Скотт Ван Домель, тенор саксофон
- Грегорі Пфлю, тенор саксофон
- Філ Лоренц, баритон, альт/саксофон і кларнет.
- Ешлі Хол, труба (перша)
- Стефен Форс, труба
- Джо Бадачевськи, труба
- Кайл Симпсон, труба
- Джордж Реньє III, тромбон (перший)
- Кріс Фортнер, тромбон
- Стів МакКалум, тромбон (третій)
- Джейсон Беннет, бас-тромбон
- Натаніель Шафер, піаніно
- Джастін Уотт, ударні
- Барт Делані, бас